# David Gewirtzman
David Gewirtzman (geboren 15. April 1928 in Łosice, Polen; gestorben 18. September 2012 in New York City) war ein Überlebender des Holocaust und Menschenrechtsaktivist.

## Leben
David Gewirtzman wuchs in Łosice auf, das 1939, kurz nach dem Einmarsch der Deutschen in Polen, von der deutschen Wehrmacht besetzt wurde. Von 8.000 Łosicer Juden überlebten 16 den Holocaust. David Gewirtzman, seine Eltern und seine zwei Geschwister überlebten, weil ein Bauer sie 20 Monate lang in einem Erdloch unter den Bohlenbrettern eines Schweinestalls versteckt gehalten hatte. Als sich die Deutschen am 31. Juli 1944 zurückzogen, konnte David Gewirtzman entkommen. 50 Mitglieder seiner erweiterten Familie wurden im Vernichtungslager Treblinka ermordet. David Gewirtzman lebte zunächst in Italien, bevor er 1948 in die USA auswanderte. Im Jahr 1954, inzwischen Student der Pharmazie, heiratete er in New York die ebenfalls in Polen geborene Holocaust-Überlebende Liliya (Lillian) Rajs (1934–2023). Direkt nach dem Abschluss seines Studiums wurde David Gewirtzman 1955 zur US Army eingezogen und nach Deutschland abkommandiert, wo er bis 1957 im baden-württembergischen Crailsheim stationiert war. Begleitet wurde er von seiner Frau Lillian, die, nach Ende des Zweiten Weltkriegs staatenlos geworden, bereits in Displaced Persons Lagern in Deutschland (Ulm und Feldafing) gelebt hatte.
Nach der Rückkehr in die USA führten David und Lillian Gewirtzman 35 Jahre lang einen Drugstore in Little Neck, Queens, New York City. Sie bekamen zwei Kinder, Steven, geboren 1958, Kinderarzt, und Rena, geboren 1961, Kinderpsychologin.

## Wirken
Mit Eintritt in den Ruhestand begann David Gewirtzman, sein Engagement für das Holocaust Memorial and Tolerance Center of Nassau County in New York zu verstärken. Er besuchte Schulklassen, um über den Holocaust aufzuklären und daran zu mahnen, gegen Menschenrechtsverletzungen und Genozide der Gegenwart zu kämpfen. Im Jahr 2001 begegnete der inzwischen 75-Jährige bei einem dieser Schulbesuche der jungen Tutsi Jacqueline Murekatete, die 1994 im Alter von neun Jahren als einziges Kind ihrer neunköpfigen Familie in Ruanda die Ermordung durch Hutus überlebt hatte. In den folgenden zehn Jahren sprachen David Gewirtzman und Jacqueline Murekatete vor vielen Auditorien in amerikanischen High Schools, Colleges und vor verschiedenen Community-Gruppen gemeinsam über ihre Lebensgeschichten. Ein daraus entwickeltes Video ist in Endlosschleife in der Dauerausstellung des Holocaust Memorial and Tolerance Center of Nassau County zu sehen. Drei Jahre nach David Gewirtzmans Tod gründete Jacqueline Murekatete die Genocide Survivors Foundation in New York.